# Tue-tête
Albums de Maczde Carpate
À l'intérieur
(2004)
Tue-tête est un album de Maczde Carpate de 2006.

## Titres
1. Le marais
2. Calculateurs précoces
3. Pluton
4. Eau et poussières
5. Tue-tête
6. L'impression
7. Combat de coqs
8. La maison
9. Les lianes
10. Affranchi de l'email
11. Finalement